# Тарифная политика второй администрации Трампа

Карта стран по текущим подтверждённым совокупным тарифам. Эта карта может быть обновлена в любое время. Последнее обновление: 1 августа 2025 года
50 % или более
40 % – 49 %
30 % – 39 %
20 % – 29 %
10 % – 19 %
США/Исключено

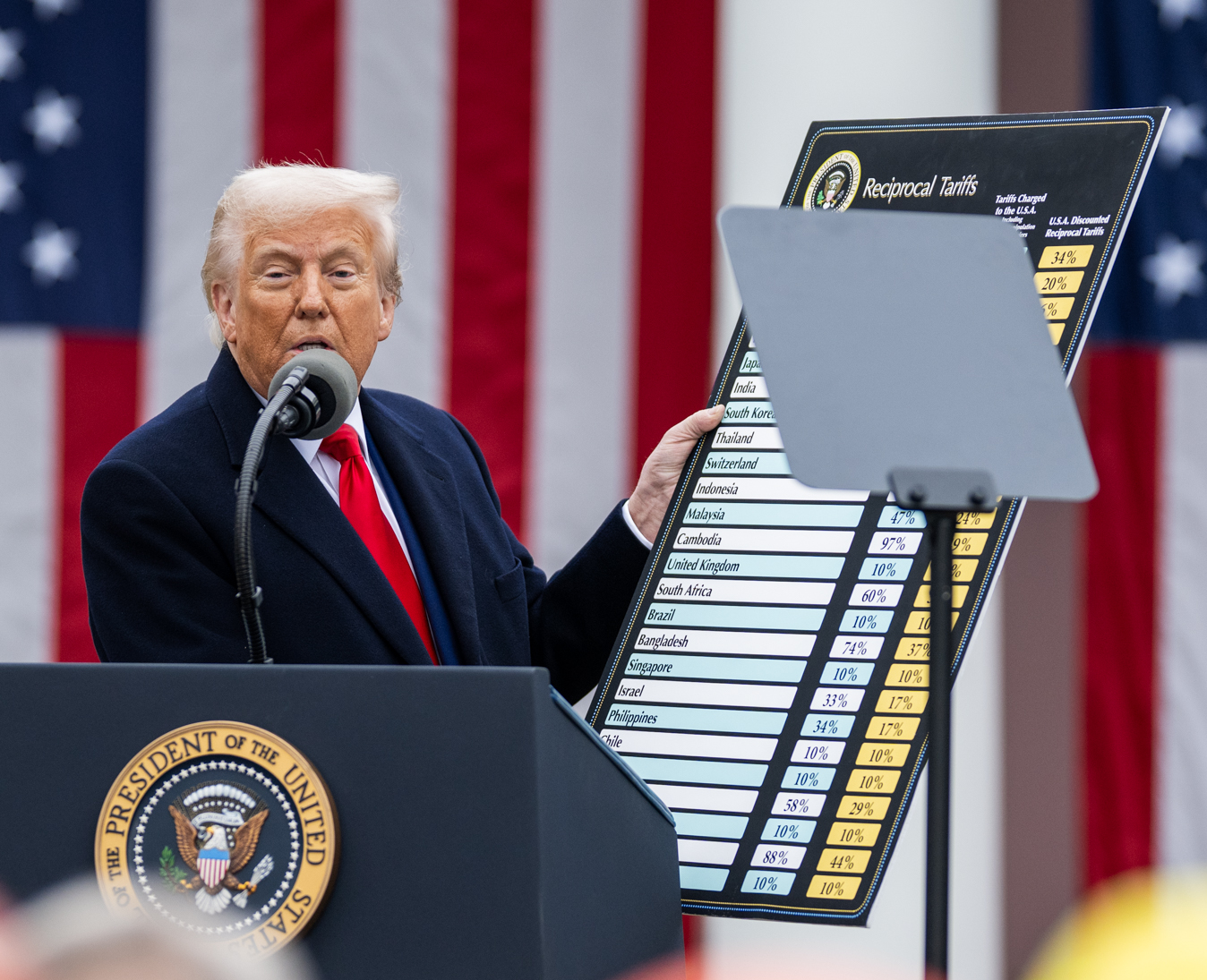
Дональд Трамп показывает диаграмму с ответными тарифами

Тарифная политика второй администрации Трампа — применение таможенных пошлин второй администрацией Дональда Трампа в качестве инструмента внешней политики. Введение пошлин началось в феврале 2025 года, с 5 апреля 2025 года начали действовать 10%-ные пошлины на импорт товаров почти из всех стран мира.
Введением пошлин Дональд Трамп намеревается достичь нормализации торгового баланса (неизменно дефицитного с 1976 года), расширения промышленного производства в США, прекращения нелегальной миграции и контрабанды наркотиков в страну, устранения дефицита федерального бюджета.
Многие экономисты и главы крупных американских корпораций осудили политику Трампа, утверждая, что введение пошлин приведёт к инфляции, рецессии, сокращению рабочих мест и нарушит международную торговлю.

## Предыстория
В первое президентство Дональда Трампа были введены таможенные пошлины на импорт в США стали (25 %) и алюминия (10 %), а также пошлины на товары из КНР, что привело к началу торговой войны США и Китая. Преемником Трампа, Джо Байденом, большинство пошлин были сохранены, а в 2024 году они были расширены на такие товары, как солнечные батареи и электромобили.

## Юридическая база
Согласно Конституции США, регулирование внешней торговли, включая установление таможенных пошлин, является прерогативой Конгресса США. Конгрессом были приняты несколько законов, позволяющих президенту США в отдельных случаях вводить и изменять пошлины. Одним из них является раздел 232 Закона о расширении торговли 1962 года, позволяющий президенту вводить пошлины по рекомендации министра торговли. Другой — раздел 301 Закона о торговле 1974 года, позволяющий президенту повышать пошлины на импорт товаров из стран, нарушающих международные торговые соглашения. Также администрация Трампа использовала Закон о чрезвычайных положениях 1976 года и Закон о международных чрезвычайных экономических полномочиях 1977 года, которые дают президенту дополнительные полномочия в случае угрозы национальной безопасности. Федеральные суды имеют полномочия проверять законность пошлин. В конце мая 2025 года федеральный суд пришёл к заключению, что Дональд Трамп введением пошлин превысил свои полномочия.
В сентябре 2020 года специальная комиссия ВТО, созданная для рассмотрения иска, поданного КНР, пришла к заключению, что США введением пошлин в одностороннем порядке нарушают правила международной торговли.
Представители Канады и Мексики утверждают, что действия США нарушают Соглашение США—Мексика—Канада (USMCA), ратифицированное в 2020 году и заменившее NAFTA.

## Хроника событий
С 1 февраля 2025 года были введены таможенные пошлины на все товары из КНР в размере 10 %; в тот же день были введены 25-процентные пошлины на импорт в США из Канады и Мексики (введение этих тарифов было отложено до 4 марта). Китай ответил введением пошлин на уголь и сжиженный природный газ (15 %), нефть, сельскохозяйственную технику и крупные легковые автомобили (10 %).
Администрация Трампа 10 февраля объявила о введении с 12 марта таможенных пошлин в размере 25 % на импорт алюминия и стали из всех стран.
С 4 марта 2025 года таможенные пошлины на импорт из Китая были увеличены до 20 %. В ответ Китаем были введены пошлины на импорт агропродукции из США, в частности, на соевые бобы, главную статью импорта, в размере 10—15 %. Также с 4 марта начали действовать пошлины на товары из Канады и Мексики, однако 5 марта администрация Трампа объявила, что введение пошлин на товары, соответствующие требованиям USMCA (полностью изготовленные в Северной Америке), будет отложено; это касалось около половины товаров из Мексики и 38 % из Канады.

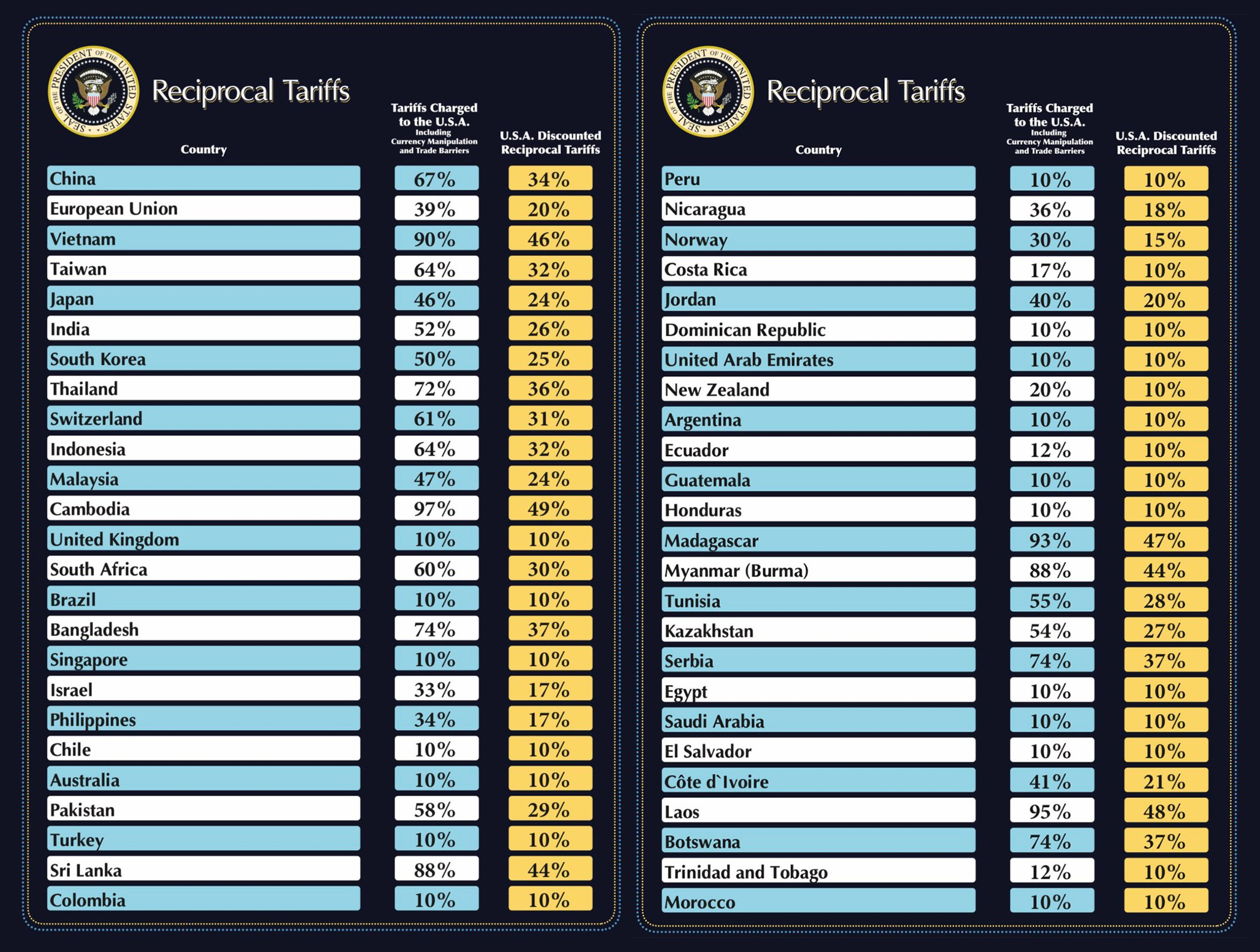
Таблица с пошлинами, введёнными указом Трампа от 2 апреля 2025 года

Следующим этапом стало объявление 2 апреля 2025 года о введении таможенных пошлин в размере 10 % в отношении почти всех стран мира с 5 апреля, а с 9 апреля должны были начать действие повышенные «ответные» пошлины на импорт из ряда стран, включая Бангладеш (37 %), Вьетнам (46 %), страны Евросоюза (20 %), Израиль (17 %), Индию (26 %), Ирак (39 %), Индонезию (32 %), Камбоджу (49 %), Китай (54 %), Лаос (48 %), Лесото (50 %), Малайзию (24 %), Мьянму (44 %), Республику Корея (25 %), Таиланд (36 %), Тайвань (32 %), Швейцарию (31 %), ЮАР (30 %) и Японию (24 %). Также были введены 25%-ные пошлины на импорт всех автомобилей. По оценкам журнала The Economist, введение этих пошлин увеличило средний тариф на ввоз товаров в США с 2 % до 24 %. Ряд стран заявил о введении ответных пошлин, в частности, правительство КНР вводит с 10 апреля пошлины в размере 34 % на все товары из США. Это привело к резкому падению биржевых индексов в США и других странах, включая Dow Jones Industrial Average, который впервые в истории падал более чем на 1500 пунктов 2 дня подряд, и S&P 500, который упал на 10 %.
В день, когда должны были начать действие повышенные пошлины, 9 апреля, Трамп объявил, что их введение будет отложено на 90 дней (позже введение пошлин было отсрочено до 1 августа), за исключением Китая, для которого была введена пошлина в размере 125 %. Для всех остальных стран пошлина осталась на уровне 10 %. На решение Трампа, предположительно, повлияла резкая критика со стороны его советников и других членов Республиканской партии, а также начавшаяся 9 апреля массовая распродажа американских гособлигаций. Правительство КНР ответило введением с 10 апреля 84-процентных пошлин на все товары из США. Трамп в свою очередь поднял пошлины на товары из Китая до 145 %, и на следующий день Китай объявил о повышении пошлин на американские товары до 125 % с 12 апреля. Позже администрация Трампа заявила о том, что для смартфонов, компьютерных мониторов и электронных компонентов из Китая будет сделано исключение — для них пошлина останется на уровне 20 %.
По результатам переговоров в Женеве представителей США и КНР было объявлено о взаимном снижении на 90 дней начиная с 12 мая пошлин на 115 % (до 30 % на ввоз китайских товаров в США и 10 % на ввоз американских товаров в КНР); также Китай возобновил экспорт редкоземельных элементов.
28 мая 2025 года Суд США по международной торговле постановил, что Закон о международных чрезвычайных экономических полномочиях 1977 года, на который ссылался Трамп при введении пошлин на импорт товаров из Китая (30 %), Канады и Мексики (по 25 %), а также других стран (10 %), не включает в себя повышение тарифов как инструмент, доступный президенту США, применить его может только Конгресс, а следовательно, вводя вышеуказанные пошлины, Трамп превысил свои полномочия. Администрация Трампа подала апелляцию, апелляционный суд оставил пошлины в силе на время рассмотрения жалобы. Для ввода двадцатипятипроцентных пошлин на автомобили, запчасти, сталь и алюминий Трамп ссылался на другой закон, поэтому в иск они не вошли.
С 4 июня 2025 года пошлины на ввоз в США стали и алюминия были увеличены до 50 %. С 12 июня также были увеличены до 50 % пошлины на импорт бытовой техники.
В июле 2025 года США заключили несколько торговых соглашений. Торговое соглашение с Филиппинами, заключённое 22 июля, установило пошлину на ввоз филиппинских товаров в США на уровне 19 %, в то время как американские товары будут ввозиться в Филиппины беспошлинно и без ограничений. Сходные условия были выработаны на переговорах с представителями Индонезии. С Японией 23 июля было подписано соглашение, которое предусматривает взаимные пошлины в размере 15 %, также Япония обязалась инвестировать в США 550 млрд долларов. Основные условия сделки с Евросоюзом были выработаны 27 июля в ходе личной встречи Дональда Трампа и Урсулы фон Дер Ляйен — европейские товары при ввозе в США будут облагаться пошлиной в 15 % (до начала второго президентства Трампа были 1,2 %), кроме того, ЕС обязался инвестировать в США 600 млрд долларов и закупить американских товаров на 750 млрд долларов, включая энергоносители, оружие и продовольствие; товары из США будут ввозиться в ЕС беспошлинно. Соглашение с Южной Кореей было подписано 30 июля, оно предусматривало 15-процентные пошлины на ввоз корейских товаров в США, Сеул также обязался инвестировать в США 350 млрд долларов и закупить американских энергоносителей на 100 млрд долларов.
С 1 августа начали действовать пошлины на импорт меди в размере 50 %. Также на 35 % были увеличены пошлины на импорт товаров из Канады, не подпадающие под требования USMCA.